# Nello Santi
Nello Santi (Adria, 22 settembre 1931 – Zurigo, 6 febbraio 2020) è stato un direttore d'orchestra italiano, spesso chiamato dai suoi allievi "Papa Santi".

## Biografia
Studiò composizione al Liceo musicale di Padova con Bruno Coltro. Nel 1951 debuttò a Padova dirigendo  Rigoletto di Giuseppe Verdi al Teatro Verdi.
Dal 1958 al 1969 fu direttore stabile all'Opera di Zurigo.
Nel 1960 a Salisburgo diresse i Wiener Philharmoniker in Don Carlo con Boris Christoff ed Ettore Bastianini ed al Royal Opera House, Covent Garden di Londra La traviata con Joan Sutherland.
Alla Wiener Staatsoper debuttò con Aida, poi Cavalleria rusticana (opera), Pagliacci (opera), Otello (Verdi), Carmen (opera), La bohème con Walter Berry e Graziella Sciutti, La traviata con Gundula Janowitz, Tosca (opera) con Franco Corelli e Bastianini e nel 1961 La forza del destino e Madama Butterfly e nel 1962 Un ballo in maschera con Leonie Rysanek ed Andrea Chénier (opera).
Al Teatro La Fenice di Venezia nel 1961 diresse La sonnambula con Ivo Vinco, la Scotto ed Alfredo Kraus.
Diresse alla Metropolitan Opera House, dal 1962 quando vi fece il suo debutto dirigendo Un ballo in maschera di Verdi con Leonie Rysanek, Carlo Bergonzi e Robert Merrill, poi con Aida con Leontyne Price, Bergonzi e Bonaldo Giaiotti, 'La traviata con Anna Moffo e nel 1964 Otello, Cavalleria rusticana con Eileen Farrell, Pagliacci con Corelli, Macbeth (opera) con Cornell MacNeil e Birgit Nilsson, Rigoletto con Roberta Peters e Bergonzi, Tosca con la Rysanek, Merrill e Fernando Corena e La forza del destino con Gabriella Tucci, Bergonzi, Cesare Siepi e Corena.
Al Grand Théâtre di Ginevra diresse nel 1966 Otello con Tito Gobbi e José van Dam, quindi Simon Boccanegra, nel 1967 La bohème, nel 1968 Il trovatore, nel 1969 Aida con Virginia Zeani, nel 1970 Un ballo in maschera, nel 1972 Turandot e Lucia di Lammermoor', nel 1975 Falstaff (Verdi), nel 1981 Rigoletto con Piero Cappuccilli e La Cenerentola, nel 1983 Il barbiere di Siviglia (Rossini) con John Aler e Leo Nucci e nel 1984 un concerto con Cappuccilli.
Ancora a Vienna nel 1969 diresse Il trovatore' con Cappuccilli e Wladimiro Ganzarolli e nel 1982 Lucia di Lammermoor con Nucci ed Edita Gruberová.
All'Arena di Verona diresse Manon Lescaut nel 1970, Aida nel 1980 con Fiorenza Cossotto, Bruna Baglioni, Maria Chiara, Ghena Dimitrova e Siepi, nel 1982 con Ferruccio Furlanetto e Cappuccilli, nel 1983 con Giaiotti, nel 1990, nel 1992 con Kristján Jóhannsson, nel 1993, nel 1994 con Juan Pons, nel 1995 con Gianfranco Cecchele e nel 1997 con Daniela Dessì e Giorgio Zancanaro.
Nel 1971 Madama Butterfly con la Tucci al Teatro alla Scala di Milano.
Ancora per La Fenice nel 1975 dirige La traviata con la Chiara ed un concerto con la Chiara nel Teatro Comunale di Adria (sua città natale) ed uno al Teatro Cristallo di Oderzo (città natale della Chiara, nel 1976 Madama Butterfly con la Chiara e nel 1995 I puritani con Giorgio Zancanaro e Mariella Devia.
Nel 1982 dirige La fanciulla del West con Plácido Domingo al Covent Garden.
Ancora al Metropolitan nel 1982 diresse Luisa Miller con Katia Ricciarelli, José Carreras e Nucci, poi Il trovatore, nel 1984 Manon Lescaut, nel 1985 Simon Boccanegra con Sherrill Milnes e Dawn Upshaw, nel 1986 Francesca da Rimini (Zandonai) con Renata Scotto e MacNeil e Madama Butterfly con la Scotto e Nucci, nel 1987 Turandot con la Dimitrova. 
Nel 1988 diresse un concerto con Agnes Baltsa e Domingo, nel 1989 La bohème con Domingo, nel 1990 La Gioconda, nel 1994 Lucia di Lammermoor con la Devia e Pons. Fino al 2000 il maestro diresse 401 rappresentazioni al Met.
Nel 1991 diresse Manon Lescaut all'Opéra National de Paris.
Nell'estate del 1997 è stato direttore ospite dell'Orchestra Sinfonica Svizzera della Gioventù.
Nel 2000 diresse I due Foscari al Teatro di San Carlo di Napoli.
Al Teatro Verdi (Trieste) nel 2008 diresse Iris (opera), nel 2009 Aida e nel 2010 Otello con Pons.
Nel 2011 diresse l'Orquestra Simfònica i Cor del Gran Teatre del Liceu in Nabucco in forma di concerto al Festival de Peralada con Pons, Ferruccio Furlanetto e Maria Guleghina.
All'Opernhaus Zürich nel 2011 diresse Rigoletto con Nucci e Diana Damrau, Il barbiere di Siviglia, Don Pasquale e L'elisir d'amore con Rolando Villazón e nel 2012 Poliuto con Massimiliano Pisapia, Fiorenza Cedolins e Riccardo Zanellato ed Un ballo in maschera con Piotr Beczała e nel 2013 Falstaff.
Nel 2012 diresse Lucia di Lammermoor con Claudio Sgura al Teatro di San Carlo. Tornò al San Carlo nel 2015 per dirigere Andrea Chénier e in novembre una nuova traviata con Maria Grazia Schiavo, per la regia di Ferzan Özpetek.
Nel febbraio e marzo 2017 diresse La traviata di Giuseppe Verdi al Teatro alla Scala di Milano e nell'autunno 2017 sempre al Teatro alla Scala  Nabucco di Giuseppe Verdi.
Nel marzo 2019 diresse la Lucia di Lammermoor di Gaetano Donizetti all'Opernhaus di Zurigo.
È morto il 6 febbraio 2020, all'età di 88 anni.

## Discografia selettiva
- 1971: Pagliacci di Leoncavallo con Plácido Domingo, Montserrat Caballé, Sherrill Milnes; London Symphony Orchestra e coro; Audio CD: RCA
- 1974: Verdi, Arie d'opera per tenore - Bergonzi/Santi/New PhO, Decca
- 1977: L'Amore dei tre Re di Montemezzi con Anna Moffo, Placido Domingo, Cesare Siepi, Pablo Elvira; London Symphony Orchestra e coro; CD RCA
- 1981: Andrea Chénier di Giordano con Plácido Domingo, Gabriela Beňačková, Piero Cappuccilli; Wiener Staatsoper orchestra e coro DVD: Deutsche Grammophon; Cat: 00440 073 4070
- 1982: La fanciulla del West di Puccini con Carol Neblett, Plácido Domingo, Silvano Carroli; Royal Opera House, Covent Garden Orchestra e coro; DVD: Kultur Video; ASIN: 032031203822
- 1988: Guglielmo Tell di Rossini con Antonio Salvadori, Maria Chiara, Salvatore Fisichella; Condor, Opernhaus-Zurich; TV/DVD
- 2000: I due Foscari di Verdi con Leo Nucci, Vincenzo La Scola, Aleksandrina Pendačanska; Teatro San Carlo Orchestra e coro; DVD: TDK
- 2006: Don Pasquale di Donizetti con Juan Diego Flórez, Isabel Rey, Ruggero Raimondi; Zurich Opera Orchestra; DVD; DECCA
- 2006:  Rigoletto di Giuseppe Verdi con Leo Nucci, Elena Moşuc, Piotr Beczała; Operhaus Zürich; Blu-ray Arthaus Musik